# Колонна Антонина Пия
Колонна Антонина Пия — колонна, установленная на Марсовом поле (лат. Campus Martius) в Риме в 161 году н. э. императорами-соправителями Марком Аврелием и Луцием Вером в честь своего приёмного отца и предшественника Антонина Пия. В XVII веке как колонна Антонина Пия была неверно идентифицирована как колонна Марка Аврелия.
До наших дней сохранился только пьедестал, на котором помещалась колонна.

## Конструкция
Сама колонна имела высоту 14,75 м и диаметр 1,9 м, она была выполнена из красного гранита и помещена на пьедестал из белого мрамора. Ленты рельефов на её поверхности, как на мраморных колоннах Траяна и Марка Аврелия, не было. Как указано в надписи у основания колонны, гранит для неё был добыт ещё в 106 году. Монеты с изображением монумента свидетельствует о том, что на его вершине находилась статуя Антонина.
Монумент был связан с т. н. Ustrinum Antoninorum, местом кремации и, возможно, храмом, посвящённым культу императора и его жены Фаустины. Это здание находилось в 25 м к северу от колонны и было ориентировано по одной линии с ней.

## История
К XVIII веку пьедестал оказался погребённым под слоем наносов, но часть колонны продолжала на 6 м возвышаться над землёй. В 1703 году остатки ствола колонны были выкопаны Франческо Фонтана (1668—1708), однако решения, как их использовать, не было принято. Они долгое время лежали под навесом, в 1759 году были повреждены при пожаре, затем, в 1764 году, их пытались реставрировать. В конечном счёте гранит колонны послужил материалом при воссоздании обелиска на площади Монтечиторио в 1789 году.
Пьедестал был в то же время извлечён, в 1706—1708 отреставрирован и в 1741 установлен в центре Монтечиторио архитектором Фердинандо Фуга. В 1787 он был передан в Ватикан. В настоящее время пьедестал располагается у входа в Пинакотеку Ватикана.

## Оформление пьедестала
На одной стороне пьедестала находится посвятительная надпись, на двух других — идентичные рельефы с изображением погребальной церемонии decursio, в которой принимали участие всадники.
На четвёртой, обращённой некогда к Ustrinum, помещена сцена апофеоза императора и его жены: гений возносит их в небеса в сопровождении орлов. Антонин Пий также держит в руках скипетр с орлом. В нижней части композиции слева помещена мужская фигура, олицетворяющая Марсово поле. Справа — женская фигура, олицетворяющая Рим. Она опирается на щит с изображением волчицы, Ромула и Рема.